# エネミー・オブ・アメリカ
『エネミー・オブ・アメリカ』（原題：Enemy of the State）は、1998年公開のアメリカ映画。偶然に国家安全保障局（NSA）による下院議員暗殺の証拠を掴んだ弁護士が、国民への盗聴を許可する法律を巡る陰謀に巻き込まれるアクション・スリラー。監督はトニー・スコット、主演をウィル・スミスとジーン・ハックマンが務め、他にジョン・ボイト、レジーナ・キングらが出演する。
本作は全世界で2億5080万ドルの興行収入を上げ、映画評論家からの評価も高く、監督や脚本、またスミスとハックマンのタッグを称賛する意見が多かった。

## プロット
現代のアメリカ。政界ではテロ対策を名目に国家諜報機関による監視権限強化が取り沙汰されている。下院の有力議員フィル・ハマーズリーは、法案は一般市民のプライバシーを過度に侵害するものになるとして強固に反対していた。国家安全保障局（NSA）副長官トーマス・レイノルズは自身に忠実な部下に命じて、ハマーズリーを心臓発作による自動車事故に見せかけて暗殺する。警察はNSAの目論見通りに事故死と判断するが、現場には生物学者ダニエル・ザビッツが仕掛けた野鳥観察用のカメラがあり、工作の一部始終が撮られていた。工作の証拠が残ってしまったことに気づいたレイノルズは、極秘演習だと嘘を付き、最新鋭テクノロジーで電話盗聴やハッキングを得意とするNSAの特別監視部隊を動かしてテープの行方を追う。自宅アパートでテープを観て暗殺事件に気づいたザビッツは、これを旧知のジャーナリストに連絡すると共に、保険としてビデオ動画をゲームカセットにバックアップする。工作員がアパートに迫る中、ザビッツは街中へ逃亡する。
政界とは無関係のしがない労務弁護士ロバート・クレイトン・ディーンは、表向きはレストラン経営者のイタリア・マフィアのボスで、労働組合に不当に関与しているポーリー・ピンテロと係争中であった。ディーンは謎の男「ブリル」と組んでおり、彼から提供されたビデオテープを証拠にピンテロを追い詰める。ディーンは証拠を寄こせと脅す彼を無視し、クライアントに有利な条件での和解を迫ると、良い返事を待つとして帰宅する。その帰路、買い物中のディーンは逃走中の旧友ザビッツと出くわし、ザビッツは咄嗟にゲームカセットをディーンの買い物袋に忍ばせる。そのままザビッツは無理な逃走で車に轢かれて死亡し、彼が連絡したジャーナリストもNSAに殺される。
NSAはザビッツのビデオの行方を捜索し、ハッキングした一般店舗の監視カメラの映像からディーンに渡ったことを把握する（ただし媒体がゲームカセットとは知らない）。彼らはディーン邸を強盗の仕業に見せかけて探索し、さらに盗聴器や盗撮器、発信器を設置する。また、ディーンがピンテロの資金洗浄をしているとでっち上げ、ブリルとの連絡役であるレイチェル・バンクスと不倫関係にあるというデマを流す。ディーンは弁護士事務所を解雇、また愛する妻カーラから家を追い出され、さらに銀行口座も止められる。孤立無援のディーンはピンテロの仕業だと勘違いしブリルに電話するが、それもNSAは電話盗聴で把握しており、彼らは偽のブリルを送り込む。本物のブリルはディーンを救出し、敵はNSAだと伝える。そして自分やレイチェルを面倒事に巻き込むなと解放するが、既にレイチェルはNSAの手に掛かり、ディーンの仕業に見せかけて殺されていた。
殺人犯としてFBIから追われる身になったディーンは、再びブリルに連絡を取る。親友の娘であったレイチェルを殺されたブリルは、復讐のために手を貸すことを決める。ブリルの正体は本名エドワード・ライルという名の元NSAの諜報工作・通信専門員であり、イラン革命時に汚名を着せられ、裏社会に逃げたという経緯があった。情報技術に熟達するブリルはNSAの探索網を躱し、彼の助言でディーンは今回の原因になったビデオの存在をようやく知る。しかし、ディーンのミスでブリルの隠れ家はNSAに発覚してしまい、彼らの襲撃を受ける。激しい逃亡劇の末に2人の命は助かるものの、切り札となるビデオは焼失してしまう。今回の事態を利用して汚名返上したかったブリルは悪態をつくが、ディーンはすべてを忘れ海辺で余生を過ごすべきだと宥める。
ディーンたちはテープが無くなったことは悟られないまま、レイノルズから暗殺の証言を直接引き出そうとし、法案の有力推進者であるサム・アルバート下院議員の不倫現場をNSAが盗撮する状況を作り出してレイノルズの個人口座に口止め料が入ったように工作する。焦るレイノルズはディーンらの要求を飲むフリをして彼らを捕まえ、ビデオの隠し場所に連れて行くよう命じる。ディーンは咄嗟の機転で彼らをピンテロの店へと連れていく。ピンテロの言う「ビデオ」とレイノルズの言う「ビデオ」を誤認させて両者は交渉の末に銃撃戦となり、レイノルズとピンテロが相撃ちになるなど、ディーンを除いて全滅する。一方、隙を見て逃げ出していたブリルはディーンを捜査していたFBIに、この情報を流しており、すべてを見届けると姿を消す。
FBI経由でディーンの身の潔白は証明され、さらにNSAの悪事も白日の下に晒される。後日、自宅でくつろぐディーンが行方不明となったブリルの身を案じていると、突如、テレビがハックされ、ブリルが自分が健在であることと、ディーンの助言に従ったことを示す海辺の映像が流れ、物語は終わる。

## 登場人物
ロバート・クレイトン・ディーン
演 - ウィル・スミス
労務弁護士。旧友サビッツにNSAの暗殺を録画したビデオを持たされたことで国家的陰謀に巻き込まれる。
ブリル / エドワード・ライル
演 - ジーン・ハックマン
私立探偵（情報屋）の老爺。元NSAの通信技術者で情報技術に長ける。レイチェルを通してディーンとビジネス関係にある。
トーマス・ブライアン・レイノルズ
演 - ジョン・ヴォイト
国家安全保障局（NSA）の副長官。NSAの権益拡大と共に自身の出世のため、ハマースリー暗殺事件を引き起こす。
レイチェル・F・バンクス
演 - リサ・ボネット
情報屋でディーンのビジネスパートナー。ディーンとは過去に付き合っていた。亡き父親がブリルの同僚であり、彼から大事にされている。
カーラ・ディーン
演 - レジーナ・キング
ディーンの妻。弁護士。夫を愛しているが彼の元恋人であるレイチェルのことは良く思っていない。
ローレン・ヒックス
演 - ローレン・ディーン
NSA職員。レイノルズの右腕として陰謀に加担する。
クルーグ
演 - ジェイク・ビジー
NSA工作員。元海兵隊員の退役軍人で、暗殺などの実行役。
デヴィッド・プラット
演 - バリー・ペッパー
NSA工作員。
サム・アルバート
演 - スチュアート・ウィルソン
下院議員。「通信の保安とプライバシー法」を推進する安保タカ派。
フィリップ・ハマースリー
演 - ジェイソン・ロバーズ
下院議員。「通信の保安とプライバシー法」に反対する穏健派。劇中冒頭でレイノルズに心臓発作に見せかけて暗殺される。
ダニエル・ザビッツ
演 - ジェイソン・リー
生物学者。ディーンの大学時代の友人。野鳥観察のため公園に仕掛けた無人カメラが偶然にもハマースリー暗殺の現場を録画しており、NSAに命を狙われる。
ピンテロ
演 - トム・サイズモア（非クレジット）
イタリアン・マフィアのボス。不正の証拠をディーンに握られ、証拠のビデオを渡すように脅す。

## 製作
ドン・シンプソン/ジェリー・ブラッカイマー・フィルムズ（後のジェリー・ブラッカイマー・フィルムズ）で、ルーカス・フォスターの部下として働いていたデビッド・マルコーニは、2年半を掛けて本作のオリジナル脚本を書いた。
当初、オリバー・ストーンが興味を示したが、プロデューサーのジェリー・ブラッカイマーは長いビジネス関係があるトニー・スコットを監督に起用した。
また、スクリプトドクターとしてアーロン・ソーキン、ヘンリー・ビーン、トニー・ギルロイが関わっている。
主演については最初、メル・ギブソンとトム・クルーズが候補に挙がったが、最終的にはウィル・スミスに決まった。この主な理由としてジーン・ハックマンとの共演を希望していたことと、ブラッカイマーが過去にプロデュースした『バッドボーイズ』（1995年）に出演していたことが決め手となった。相棒となるブリル役はショーン・コネリーの名も挙がったが、結局ハックマンになった。この映画には、後にスターとなる俳優たちが脇役として多く出演していることでも知られているが、キャスティング・ディレクターを務めたビクトリア・トーマスによれば、彼らは皆ハックマンと仕事をしたがっていたと述べている。
撮影はメリーランド州ボルチモアで開始され、1998年1月中にワシントンDCに移り、4月には制作を完了させた。スコットは東海岸で映画を撮るのが初めての経験であり、ロケハンした時が蒸し暑い夏だったのに、撮影時は乾燥した寒い冬で戸惑ったという。NSAからの撮影協力は得られなかったが、フォート・ミード陸軍基地を遠景で空撮することは許された。NSAの司令室のセットは、NSAの元職員数名から口頭で得た情報を元に構築されている 。
また、本作でNSAが過去のデータベースからブリルことエドワード・ライルを見つける際に登場する、ハックマンの若い頃の顔写真は、同様に諜報や監視を題材とした1974年の映画『カンバセーション…盗聴…』に出演した際のハックマン本人の写真が流用されている。

## 評価

### 興行収入
本作の制作費は9,000万ドルだった。アメリカで1億1,150万ドル、1億3,930万ドルの興行収入を上げ、全世界で合計2億5,080万ドルを達成した。
本作は、公開初週は『ラグラッツ・ムービー』に次いで第2位となり、初週末に2,393の劇場で2,000万ドル、1館あたり平均8,374ドルの興行収入を上げた。
2週目は1,810万ドル、3週目には970万ドルを稼ぎ、これは両週とも3位の成績であった。

### 批評家
レビュー集計サイト「Rotten Tomatoes」では84件のレビューを基に70%の支持、平均評価は6.44/10となっている。同サイトの批評コンセンサスでは「トニー・スコット監督は変わらず好調であり、ウィル・スミスがアクションスターとしての地位を確立した娯楽性と話題性の高いスリラー」。
Metacriticでは、22人の批評家を基に100点満点中67点の加重平均スコアを獲得しており、「概ね好評」としている。
CinemaScoreでは、A+からFまでの平均点で「A-」と評価されている。 
ロサンゼルス・タイムズ紙のケネス・トゥーランは、本作を楽しんだと述べ、「時折、刹那的なもっともらしさの欠如が見られるが、それに華やかさが勝っている」と評した。
ニューヨーク・タイムズ紙のジャネット・マスリンはアクション満載のシークエンスを評価する一方で、いつもの「シンプソンとブラッカイマー流の中身のない、しかしセンセーショナルな撮影」だと指摘している。
サンフランシスコ・エグザミナー紙のエドヴィンス・ベイティクスは、上記2人の批評と同様の観点で多くの部分を称賛したが、本作の物語を動かす全体的なコンセプト（政府情報機関の効率性）が非現実的だと批判している。
シカゴ・サンタイムズ紙のロジャー・イーバートは、「クライマックスは危険なほど荒唐無稽に近づいた」と感じたが、全体的にはヴォイトとハックマンの演技を楽しんだと述べている。
キム・ニューマンは本作をハックマンが主演を務めた『カンバセーション…盗聴…』の続編と評している。

## テレビドラマ化の計画
2016年10月、ABCはブラッカイマーをプロデューサーに据えて、本作の続編となるドラマシリーズの制作を承認したと報じられた。
内容は映画から20年後を舞台とし、機密情報漏洩罪で起訴された謎のNSA工作員を巡り、理想主義的な女性弁護士とタカ派FBI捜査官が協力して世界的な陰謀の防止に挑むという内容であった。
しかし、実現しなかった。

## 日本語版
| 役名                             | 俳優                     | 日本語吹替 | 日本語吹替   |
| 役名                             | 俳優                     | ソフト版   | フジテレビ版 |
| -------------------------------- | ------------------------ | ---------- | ------------ |
| ロバート・クレイトン・ディーン   | ウィル・スミス           | 古澤徹     | 平田広明     |
| ブリル / エドワード・ライル      | ジーン・ハックマン       | 勝部演之   | 石田太郎     |
| トーマス・ブライアン・レイノルズ | ジョン・ヴォイト         | 小林修     | 堀勝之祐     |
| レイチェル・F・バンクス          | リサ・ボネット           | 坂本千夏   | 石塚理恵     |
| カーラ・ディーン                 | レジーナ・キング         | 津田真澄   | 朴璐美       |
| サム・アルバート議員             | スチュアート・ウィルソン | 塚田正昭   | 小山武宏     |
| ヒックス                         | ローレン・ディーン       | 内田直哉   | 小山力也     |
| デヴィッド・プラット             | バリー・ペッパー         | 松本保典   | 藤原啓治     |
| クルーグ                         | ジェイク・ビジー         | 乃村健次   | 檜山修之     |
| ダニエル・ザビッツ               | ジェイソン・リー         | 山野井仁   | 牛山茂       |
| フィードラー                     | ジャック・ブラック       | 塩屋浩三   | 楠見尚己     |

- ソフト版：VHS・DVD・BD収録
- フジテレビ版：初回放送2003年3月1日『ゴールデンシアター』(21:00-23:24)